# 江戶川亂步
江戶川亂步（日语：／ Edogawa Ranpo，1894年10月21日—1965年7月28日），本名平井太郎（日语：／ Hirai Tarō），生於日本三重縣名張町，是活躍於大正至昭和間的推理小說家。1923年，在《新青年》上發表《兩分銅幣》獲得高度評價後，開始了推理小说的創作。江戶川亂步也有在日本歷史最悠久的岩井三郎偵探事務所裡從事偵探的經歷。
江戶川亂步的筆名取自現代推理小說的開山始祖美國小說家埃德加·愛倫·坡（英語：Edgar Allan Poe，1809年－1849年）的日文發音。創作初期，江戶川亂步即理解到推理小說必須是從邏輯上解開謎團的文學，不僅是日本推理文學界的始祖，也是日本推理本格推理派的開創者。
江戶川亂步為了發展推理文學，創立日本推理作家協會並擔任其首任理事長，另設立基金舉辦江戶川亂步賞及日本推理作家協會賞等文學獎，為培育新人做出極大貢獻。亂步筆下的作至今仍影響諸多日本的推理小說作家，被譽為「日本推理之父」。

## 生平

### 家世
1894年（明治27年），江戶川亂步出生於三重縣名張町，本名平井太郎，是平井家的長男。平井家自古是武士世家，祖先曾是伊豆伊東（今靜岡縣）的鄉士。其父平井繁男原於三重縣擔任公職，後來辭職，創立平井商社，家境小康。

### 求學
江戶川亂步自幼體弱多病，因此深得父母疼愛。在小學時某次生病，母親為他挑選了一本由菊池幽芳(1870年-1947年)翻譯的《謎中之謎》等歐美偵探小說，是他生平首次接觸推理文學，因而培養了對推理文學的興趣。中學時開始沉溺於黑岩淚香及押川春浪等人所著的小說。
17歲的那年，由於父親經營的商社失敗倒閉，家境突然陷入困境，導致他報考高中的夢想破滅，雖其父親帶著他去墾荒，不過最後仍背債讓他求學。江戶川亂步自愛知縣第五中學校畢業後，考上了早稻田大學政治經濟學部，開始了半工半讀的生活。他在大學期間讀了不少書，但同時到處打工接觸社會，後於22歲順利畢業，畢業論文為“競爭論”

### 結婚
1919年（大正8年）那年(20歲)，他經歷了兩段戀情，初戀並未開花結果。後來，他與在鳥羽造船廠工作時認識的村山隆子相識交往，在論及婚事時，江戶川亂步卻由於家境貧困，擔心無法養家活口而拋棄隆子離去。不過，村山隆子對他一往情深，因過度思念而罹患疾病，江戶川亂步深受感動，最終向她提出求婚。結婚後仍生活困苦，經隆子的兄長介紹，去東京都政府社會局工作，卻由於個性不合不到半年便辭職。此時的江戶川亂步仍然抱著成為推理作家的夢想，受到友人的鼓勵，以江戶川藍峰為筆名向報社投稿了著作《石頭的秘密》，卻音信全無。

### 事業
1923年（大正12年），江戶川亂步受到森下雨村和小酒井不木等編輯的賞識，在《新青年》上發表《兩分銅幣》後正式出道。由於深受歐美偵探小說的影響，初期創作以極為正統的本格派推理小說為主，在當時仍處於黎明期的日本推理文學界大大活躍著。
二戰之後，江戶川亂步主要以推理小說評論家、編輯為主要活動，負責經營、編輯推理小說雜誌『寶石』。當時也為成立日本偵探作家俱樂部（現·日本推理作家協會）以及俱樂部的財團法人化而盡心盡力。江戶川亂步也將自己的100萬日圓財產交付協會成立基金，於1954年開辦江戶川亂步賞，至今該賞仍被視為日本推理文學界的最高榮譽。
江戶川亂步於晚年罹患高血壓、動脈硬化、鼻竇炎以及帕金森氏症等疾病，難以自理生活，不過仍然透過家人使用口述筆記的方式進行著作、評論。

### 逝世
1965年（昭和40年）7月28日，江戶川亂步因蛛網膜下腔出血過世，享壽70。法號智勝院幻城亂步居士。該月31日，日本政府決議追贈正三位以及勳三等瑞寶章。8月1日，日本推理作家協會舉行葬禮。

## 作家生涯

### 出道初期 （大正末年至昭和初年）
由於《兩分銅幣》的成功，江戶川亂步的創作慾大為振奮，在恩師森下雨村的鼓勵下開始一系列的創作，早期的江戶川亂步主要以本格派的短篇推理小說為主軸，當時主要有《D坂殺人事件》、《心理測驗》作品，確立了由日本人所創作的偵探小說（即為推理小說，並非故事真有偵探角色。當時1955年（昭和30年）普遍如此稱呼）的基礎。雖然手法以及題材受到歐美偵探小說的影響，不過江戶川亂步並不單單只模仿而仍保有自我風格。森下雨村為了提拔這位新人，在新作品發表的同時也為江戶川亂步撰寫文學評論，大大推崇亂步的作品，使得江戶川亂步在出道短短一年內即成為小有名氣的作家。
不過，雖然亂步以本格派的正統偵探小說為志向，不過當時並未受到大眾歡迎。因此亂步開始研究受到大眾喜愛異色風格，諸如奇幻、怪奇、犯罪小說等等。同時也研究日本傳統眾道的少年愛、少女愛、女裝、男裝、人偶愛、性虐待或者穴道圖等殘虐題材，開始撰寫人稱變格派的作品，主要著名的有《紅房子》、《屋頂上的散步者》、《人間椅子 (小說)》、《恐怖的三角公館》等作品。
1926年（大正15年），江戶川亂步從短篇偵探小說開始邁向長篇小說，他先後為《朝日新聞》寫了兩部連載小說，《奇幻島》以及《矮人》。這兩部作品發表後引起相當兩極評價。接著在12月到隔年2月的三個月間，江戶川亂步為了代替當時生病的山本有三的空缺，開始於《朝日新聞》上連載小說《一寸法師》。這部作品不但受到讀者喜愛，也順勢拍攝成了連續劇。不過江戶川亂步卻對這部作品感到不滿意，決定暫時停筆到各地旅行。

### 全盛時期 （昭和初年至三十年代）
1928年（昭和3年）8月，時隔14個月的停筆，江戶川亂步發表了自認是集自我之大成的中篇小說《陰獸》。雖然這部作品以虐待、性慾作為題材，卻受到當時《新青年》的編輯長橫溝正史大力讚賞，稱之為「使用了前所未有的手法的偵探小說」。由於受到大眾歡迎，《新青年》也因此在雜誌上刊載兩次《陰獸》，雜誌的銷售更因此增刷受益。此時的江戶川亂步先後寫了《男人的旅程》、《妖蟲》、《黃金面具》等偵探小說，他筆下的名偵探明智小五郎在充滿妖異、疑團紛呈的氣氛中，與異常心理的犯人巧妙周旋、窮追到底的形象更成為日本社會中家喻戶曉的角色，與橫溝正史筆下的金田一耕助和高木彬光的神津恭介並列為「日本三大名偵探」。
1932年（昭和7年），江戶川亂步再度宣布暫時停筆。亂步雖在寫作上取得相當程度的名聲，但每當遭受批評，便封筆不寫。另外，亂步自認自己並不擅長撰寫長篇小說，時常在故事的展開上陷入困境，常有評論批評江戶川亂步篇幅越長的小說品質越是低落，被普遍認為是停筆的主因之一。另外小栗虫太郎及木々高太郎等推理作家逐漸抬頭，亂步認為自己的時代已經過去了。不過，與亂步知交的推理小說家橫溝正史，當時因中風臥病在床的他寫了一封語重心長的公開信給亂步，要江戶川亂步擺脫容易自卑的心理，貫徹事業，且勿做歷史上可憐的悲劇人物。亂步受到好友的激勵，再度投入寫作事業中。
1935年（昭和10年），江戶川亂步開始以文學評論家的身分活躍於文壇中。另外，於1936年（昭和11年），江戶川亂步首度嘗試以少年為主要目標的少年文學，於雜誌《少年俱樂部》開始連載《怪人二十面相》，並於後寫出以少年偵探團和明智小五郎為主角的《少年偵探團》等作品。由於這個系列受到年輕讀者的熱烈歡迎，江戶川亂步也因此開始不斷收到讀者的來信。
此時的日本為了準備戰爭，開始進行出版審核。1937年（昭和12年），日本政府開始加強其手段，偵探小說被列為特別審查對象，出版自由受到限制。1939年（昭和14年），日本政府對出版界的控制越發嚴格，對許多作品要求毫無情理的訂正或刪除。江戶川亂步的《芋蟲》被視為禁書，禁止出版。最終於1941年（昭和16年），太平洋戰爭爆發。此時的日本文壇無法撰寫偵探小說，因此江戶川亂步以小松龍之介的名義開始撰寫一些以幼童為對象的作品。

### 晚年（四十年代至六十年代）
1945年（昭和20年），太平洋戰爭終於在日本無條件投降後結束。江戶川亂步為了復興推理小說界再度奔走於文壇，為了發掘新人，首先創立了專門刊載偵探小說的文學雜誌《寶石》，在擔任編輯長的期間，挖掘高木彬光、筒井康隆、大薮春彦等新人作家。1947年（昭和22年）在亂步的提議下，偵探作家俱樂部（現·日本推理作家協會）正式成立，並擔任第一任會長。這時江戶川亂步的活動範圍便不僅止於寫作，也開始到處演講，並開始擔任評論家。另外江戶川亂步也積極與外國推理文學界交流，與美國推理作家俱樂部以及法國、蘇聯、韓國等地的作家皆有交流，介紹日本推理文學。1949年（昭和24年），時逢美國推理小說家埃德加·愛倫·坡逝世100週年，日本文學界為此舉辦紀念活動，江戶川亂步亦發表《偵探小說40週年》，回顧自身的創作經歷，並客觀評論其優缺點。
晚年的亂步對科幻小說提起興趣，對矢野徹、筒井康隆等科幻作家提供商業出版的援助。1953年，偵探作家俱樂部正式財團法人化，改組為財團法人日本推理作家協會，亂步擔任第一屆理事長。1954年，江戶川亂步慶祝60歲生日當天，當眾宣布將自身儲蓄多年的財產交付協會成立基金，設立江戶川亂步賞，鼓勵人們從事推理文學的創作，且開始於每週六舉辦作家集會。
1961年，鑒於江戶川亂步對日本推理文學界的貢獻，日本天皇頒授紫綬褒章。1965年，因蛛網膜下腔出血過世。
江戶川亂步在推理文學界的貢獻不容小覷。在當時死後才有機會發表全集的時代，亂步是至今唯一在生前出版四次全集的作家。亦有人以「大亂步」一詞尊稱江戶川亂步，作家山田風太郎說：「『大亂步』這個詞，比起其他風靡一時的作家、受到大眾景仰的作家，或者藝術性深造更高的作家來說，冠上這個大字也不奇怪的人並不多。」

## 創作列表
| 篇幅         | 篇名                     | 年代(起年)             | 備註                             |
| ------------ | ------------------------ | ---------------------- | -------------------------------- |
| 短篇小說     | 兩分銅幣                 | 1923年4月              |                                  |
| 短篇小說     | 一張收據                 | 1923年7月              |                                  |
| 短篇小說     | 可怕的錯誤               | 1923年12月             |                                  |
| 短篇小說     | 兩個廢人                 | 1924年6月              |                                  |
| 短篇小說     | 雙胞胎                   | 1924年10月             |                                  |
| 短篇小說     | 心理測驗                 | 1925年2月              |                                  |
| 短篇小說     | 黑手組                   | 1925年3月              |                                  |
| 短篇小說     | 紅房子                   | 1925年4月              |                                  |
| 短篇小說     | 算盤上的戀語             | 1925年4月              |                                  |
| 短篇小說     | 盜難                     | 1925年5月              |                                  |
| 短篇小說     | 日記本                   | 1925年6月              |                                  |
| 短篇小說     | D坂殺人事件              | 1925年7月              |                                  |
| 短篇小說     | 夢遊患者彥太郎之死       | 1925年7月              |                                  |
| 短篇小說     | 白日夢                   | 1925年7月              |                                  |
| 短篇小說     | 戒指                     | 1925年7月              |                                  |
| 短篇小說     | 屋頂裡的散步者           | 1925年8月              |                                  |
| 短篇小說     | 一人雙職                 | 1925年9月              |                                  |
| 短篇小說     | 疑惑                     | 1925年9月－10月        |                                  |
| 短篇小說     | 人間椅子 (小說)          | 1925年9月              |                                  |
| 短篇小說     | 接吻                     | 1925年12月             |                                  |
| 短篇小說     | 矮子                     | 1925年12月－1926年3月  |                                  |
| 短篇小說     | 在黑暗中蠕動             | 1926年1月－1927年10月  |                                  |
| 短篇小說     | 跳舞的矮子               | 1926年1月              |                                  |
| 短篇小說     | 毒草                     | 1926年1月              |                                  |
| 短篇小說     | 蒙面的跳舞人             | 1926年1月－2月         |                                  |
| 長篇小說     | 湖畔亭事件               | 1926年1月－3月         |                                  |
| 散文詩       | 火星運河                 | 1926年4月              |                                  |
| 短篇小說     | 阿勢登場                 | 1926年7月              |                                  |
| 短篇小說     | 非人之戀                 | 1926年10月             |                                  |
| 長篇小說     | 帕諾拉馬島綺譚           | 1926年10月－1927年4月  |                                  |
| 短篇小說     | 鏡子地獄                 | 1926年10月             |                                  |
| 短篇小說     | 迴旋木馬                 | 1926年10月             |                                  |
| 中篇小說     | 陰獸                     | 1928年8月－10月        |                                  |
| 短篇小說     | 芋蟲                     | 1929年1月              |                                  |
| 長篇小說     | 孤島之鬼                 | 1929年1月－1930年2月   |                                  |
| 長篇小說     | 蜘蛛男                   | 1929年8月－1930年6月   |                                  |
| 中篇小說     | 蟲                       | 1929年9月－10月        |                                  |
| 長篇小說     | 女妖                     | 1930年1月              |                                  |
| 長篇小說     | 獵奇的後果               | 1930年1月－12月        |                                  |
| 長篇小說     | 魔術師                   | 1930年7月－1931年6月   |                                  |
| 長篇小說     | 黃金假面人               | 1930年9月－1931年10月  |                                  |
| 長篇小說     | 吸血鬼 (江户川乱步)      | 1930年9月－1931年3月   |                                  |
| 長篇小說     | 白髮鬼                   | 1931年4月－1932年4月   |                                  |
| 短篇小說     | 目羅博士的不可思議的犯罪 | 1931年4月              |                                  |
| 中篇小說     | 地獄風景                 | 1931年5月－1932年4月   |                                  |
| 長篇小說     | 恐怖王                   | 1931年6月－1932年5月   |                                  |
| 中篇小說     | 鬼                       | 1931年11月             |                                  |
| 短篇小說     | 火繩槍                   | 1932年4月              | 小說完成於1915年，作者生前未發表 |
| 長篇小說     | 惡靈                     | 1933年11月－1934年1月  | 連載中斷，小說未完成             |
| 短篇小說     | 妖蟲                     | 1933年12月－1934年10月 |                                  |
| 長篇小說     | 黑蜥蜴                   | 1934年1月－12月        |                                  |
| 長篇小說     | 人豹                     | 1934年5月－1935年5月   |                                  |
| 中篇小說     | 石榴                     | 1934年9月              |                                  |
| 長篇小說     | 影子殺人                 | 1936年1月－1937年2月   | 綠衣之鬼                         |
| 長篇小說     | 怪人二十面相             | 1936年1月－12月        |                                  |
| 長篇小說     | 暗室                     | 1936年12月－1937年12月 |                                  |
| 長篇小說     | 少年偵探團               | 1937年1月－12月        |                                  |
| 長篇小說     | 幽靈塔                   | 1937年1月－1938年4月   |                                  |
| 長篇小說     | 惡魔的紋章               | 1937年9月－1938年10月  |                                  |
| 長篇小說     | 妖怪博士                 | 1938年1月－12月        |                                  |
| 長篇小說     | 暗星                     | 1939年1月－12月        |                                  |
| 長篇小說     | 大金塊                   | 1939年1月－1940年2月   |                                  |
| 長篇小說     | 地獄的滑稽大師           | 1939年1月－12月        |                                  |
| 長篇小說     | 幽鬼之塔                 | 1939年4月－1940年3月   |                                  |
| 長篇小說     | 青銅魔人                 | 1949年1月－12月        |                                  |
| 短篇小說     | 虎牙                     | 1950年1月－12月        |                                  |
| 短篇小說     | 斷崖                     | 1950年3月              |                                  |
| 翻案長篇小說 | 恐怖的三角公館           | 1951年1月－12月        | 原作者Roger Scarlett             |
| 長篇小說     | 透明怪人                 | 1951年1月－12月        |                                  |
| 長篇小說     | 怪奇四十面相             | 1951年1月－12月        |                                  |
| 長篇小說     | 宇宙怪人                 | 1953年1月－12月        |                                  |
| 合著長篇小說 | 畸形天女                 | 1953年10月             | 開頭部分由亂步寫作               |
| 短篇小說     | 兇器                     | 1954年5月              |                                  |
| 短篇小說     | 月亮和手袋               | 1955年4月              |                                  |
| 長篇小說     | 十字路                   | 1955年10月             |                                  |
| 短篇小說     | 搜查一課掘越警官收       | 1956年4月              |                                  |
| 短篇小說     | 失戀於妻子的男人         | 1957年10月             |                                  |
| 短篇小說     | 詐欺師與空氣男           | 1959年11月             |                                  |

## 作品集
|        | 書名            | 出版發行日     | 出版社   | 收錄作品 |
| ------ | --------------- | -------------- | -------- | --- |
| 第01卷 | 兩分銅幣        | 2010年1月29日  | 獨步文化 | 〈兩分銅幣〉、〈一張收據〉、〈致命的錯誤〉、〈二廢人〉、〈雙生兒〉、〈紅色房間〉、〈日記本〉、〈算盤傳情的故事〉、〈盜難〉、〈白日夢〉、〈戒指〉、〈夢遊者之死〉、〈百面演員〉、〈一人兩角〉、〈疑惑〉、〈火繩槍〉               |
| 第02卷 | D坂殺人事件     | 2010年6月6日   | 獨步文化 | 〈D坂殺人事件〉、〈心理測驗〉、〈黑手組〉、〈幽靈〉、〈天花板散步者〉、〈何者〉、〈凶器〉、〈月亮與手套〉 |
| 第03卷 | 人間椅子 (小說) | 2010年11月19日 | 獨步文化 | 〈人間椅子〉、〈接吻〉、〈跳舞的一寸法師〉、〈毒草〉、〈覆面的舞者〉、〈飛灰四起〉、〈火星運河〉、〈花押字〉、〈阿勢登場〉、〈非人之戀〉、〈鏡地獄〉、〈旋轉木馬〉、〈芋蟲〉、〈帶著貼畫旅行的人〉、〈目羅博士不可思議的犯罪〉、 |
| 第04卷 | 陰獸            | 2010年2月5日   | 獨步文化 | 〈陰獸〉、〈蟲〉、〈鬼〉、〈石榴〉 |
| 第05卷 | 帕諾拉馬島綺譚  | 2010年9月5日   | 獨步文化 | 〈帕諾拉馬島綺譚〉、〈湖畔亭事件〉 |
| 第06卷 | 孤島之鬼        | 2010年5月8日   | 獨步文化 | |
| 第07卷 | 蜘蛛男          | 2010年11月19日 | 獨步文化 | |
| 第08卷 | 魔術師          | 2011年4月15日  | 獨步文化 | |
| 第09卷 | 黑蜥蜴          | 2011年11月13日 | 獨步文化 | 〈地獄風景〉、〈黑蜥蜴〉 |
| 第10卷 | 詐欺師與空氣男  | 2011年4月10日  | 獨步文化 | 〈斷崖〉、〈防空壕〉、〈堀越搜查一課課長鈞啟〉、〈對妻子失戀的男子〉、〈手指〉、〈詐欺師與空氣男〉 |
| 第11卷 | 怪人二十面相    | 2010年9月5日   | 獨步文化 | |
| 第12卷 | 少年偵探團      | 2011年11月18日 | 獨步文化 | |
| 第13卷 | 幻影城主        | 2012年4月15日  | 獨步文化 | 收錄非小說的自敘、評論、研究 |

## 流行文化
- 漫畫《名偵探柯南》中主角江戶川柯南的名字以江戶川亂步和亞瑟柯南道爾兩位作者名字組成，其第23部剧场版《名偵探柯南：紺青之拳》中柯南的化名“亞瑟·平井”也取自两名小说家的本名。
- 漫畫《文豪野犬》中偵探社成員名為江戶川亂步。

## 外部連結
- 早稲田と文学（江戸川乱歩） （页面存档备份，存于） - 早稲田大学
- 旧江戸川乱歩邸 （页面存档备份，存于） | 立教大学
  - 江戶川亂步的X（前Twitter）（旧・江戸川乱歩邸 大衆文化研究センター）公式アカウント
- 江戸川乱歩 （页面存档备份，存于） - 名張市役所
- 江戸川乱歩館【公式ホームページ】～鳥羽みなとまち文学館～ （页面存档备份，存于）
- 江戸川乱歩を歩く- 東京紅団 - 名張編 （页面存档备份，存于）・亀山・津編 （页面存档备份，存于）・名古屋編 （页面存档备份，存于）・東京編 -1・2- （页面存档备份，存于）・大阪編 （页面存档备份，存于）・鳥羽編 （页面存档备份，存于）・東京編 -3- （页面存档备份，存于）・東京編 -4- （页面存档备份，存于）・東京編 -5- （页面存档备份，存于）・江戸川乱歩と団子坂(文京区千駄木) （页面存档备份，存于）
- 江戶川亂步在互联网电影资料库（IMDb）上的資料（英文）